# Agnozija
Agnozija je izguba sposobnosti za prepoznavanje poprej znanih stvari. Ponavadi je povezana s poškodbo glave, možgansko kapjo in drugimi nevrološkimi boleznimi, ki prizadenejo predvsem določene dele temenskega, zatilnega in senčnega režnja. Bolnik s specifičnim čutom predmetov ne more prepoznati, lahko pa jih spozna z drugim čutom. Senzorične aferentne poti, inteligentnost, zavest in pozornost ob tem niso prizadeti.

## Tipi
V kliničnem smislu na prvi stopnji ocenjevanja ločimo: aperceptivno agnozijo, pri kateri do motenj pride v začetnih fazah zaznave oz. procesiranja dražljaja, ter asociativno agnozijo, pri kateri ni posebnih težav s primarno zaznavo dražljaja, pač pa motnje nastajajo kasneje pri združevanju, torej v asociacijskih področjih možganov.
- taktilna ~ nesposobnost spoznavanja predmetov z otipom,  sin. (a)stereognozija; nastane pri okvarah parietalnega režnja možganske skorje
- slušna ~ nezmožnost razumevanja pomena slišanih besed;
- vidna ~ nezmožnost spoznavanja znanih predmetov in oseb z vidom, sin. duševna slepota;
  - prosopagnozija ~ nezmožnost spoznavanja znanih oseb z vidom; nastane kadar so poškodovana vidna asociacijska področja parieto-okcipitalnega predela skorje;
- simbolična ~nezmožnost prepoznati pomen simbola kot pri aleksiji, akalkuliji in amneziji;
- kromatska ~ nezmožnost prepoznavanja barv;
- digitalna ~ nezmožnost spoznavanja in poimenovanja posameznih prstov; pojavi se npr. pri Gerstmannovem sindromu;
- avtotopagnozija ~ nezmožnost pravilno lokalizirati in imenovati dele telesa;
- asomatognozija ~ zmanjšana ali celo odsotna sposobnost zaznavanja lastnega telesa; pogosto v obliki hemiasomatognozije, pri kateri bolnik poroča, da nima desne ali leve polovice telesa. Velikokrat se bolnik te motnje ne zaveda in se vede, kot bi bil brez polovice telesa (npr. brije se samo po enem licu). To motnjo imenujemo sindrom zanemarjanja.
  - anosognozija ~ nezmožnost zavedanja izpadov; pogosto najdemo to motnjo pri bolniku po možganski kapi, ko je utrpel hemiplegijo; bolnik se svoje hemiplegije ne zaveda in ga o njej tudi ne moremo prepričati. Poleg motoričnih predelov je okvarjen še temporalni reženj nedominantne hemisfere.
- prozopoafektivna ~ nezmožnost prepoznavanja čustvenega izraza na obrazu drugih oseb;
- vizuospacialna ~ odsotnost stereoskopskega vida kljub normalnim očem;
- simultagnozija ~ nezmožnost hkratnega zaznavanja različnih delov informacije v vidnem polju, ker bolnik ne zmore usmeriti pozornosti na več delov ali/in ne zmore odtegniti pozornosti s točke fiksacije. Motnjo povzroči obojestranska okvara parieto-okcpitalnega predela skorje; najdemo jo v okviru Balintovega sindroma.[1][3]

## Vzroki
Agnozija je lahko posledica motenj v razvoju, možganske kapi, demenc in drugih nevrološki bolezni. Do nje lahko pride tudi pri poškodbi glave ali vnetju možganskega parenhima. Pri agnozijah so prizadeti predvsem določeni deli temenskega, zatilnega in senčnega reženja.  Mesta okvar, ki povzročajo posamezne motnje prepoznavanja, so večinoma ugotovili s posameznimi študijami pri bolnikih po ishemični možganski kapi, bolnikih z zastrupitvijo z ogljikovim monoksidom, po nezgodnih krvavitvah, ter bolnikih s tumorjem centralnega živčevja. 

## Diagnostika
Nevropsihološka diagnostika zajema tako izključevanje drugih možnih razlogov bolnikovega kognitivnega stanja (afazije, progresivna nevrodegerativna obolenja, hude motnje pozornosti ali drugače nespecifično motene osnovne sposobnosti procesiranja informacij) kot tudi objektivno določitev značilnosti in stopnje poškodovanosti posamezne motnje. 
Za učinkovito diferencialno diagnostično oceno je potrebno upoštevati ključne simptome, nevroradiološke ugotovitve ter bolnikovo nevropsihološko stanje. 

## Zdravjenje
Zdravljenje je pri večini bolnikov simptomatsko in podporno.  Dokazano učinkovitih ali posebnih terapevtskih pristopov k zdravljenju tovrstnih motenj za enkrat še ne poznamo, obravnava le-teh je usmerjena dolgoročno ter kombinira individualni in skupinski terapevtski pristop.
Bolniki z motnjami na področju prepoznavanja in celostnega združevanja informacij imajo pogosto zaplete pri napredovanju med različnimi fazami okrevanja. Še posebej moteča je lahko anozognozija, bolnikova nezmožnost vpogleda v svoje dejansko zdravstveno stanje, pri kateri ima bolnik težave že s prepoznavanjem ustreznosti in smiselnosti predvidene terapevtske obravnave, kar je lahko zelo čustveno obremenjujoče tako zanj kot za terapevtsko osebje in njegove bližnje.